# Gran Premio de Cataluña de Motociclismo de 2000
El Gran Premio de Cataluña de Motociclismo de 2000 fue la séptima prueba del Campeonato del Mundo de Motociclismo de 2000. Tuvo lugar en el fin de semana del 9 al 11 de junio de 2000 en el Circuito de Barcelona-Cataluña, situado en Montmeló, España. La carrera de 500cc fue ganada por Kenny Roberts, Jr., seguido de Norick Abe y Valentino Rossi. Olivier Jacque ganó la prueba de 250cc, por delante de Tohru Ukawa y Shinya Nakano. La carrera de 125cc fue ganada por Simone Sanna, Masao Azuma fue segundo y Gino Borsoi tercero.

## Resultados 500cc
| Pos. | N.º | Piloto              | Constructor | Vueltas | Tiempo     | Parrilla | Pts. |
| ---- | --- | ------------------- | ----------- | ------- | ---------- | -------- | ---- |
| 1    | 2   | Kenny Roberts, Jr.  | Suzuki      | 25      | 51:31.504  | 3        | 25   |
| 2    | 6   | Norick Abe          | Yamaha      | 25      | +4.454     | 12       | 20   |
| 3    | 46  | Valentino Rossi     | Honda       | 25      | +9.541     | 9        | 16   |
| 4    | 9   | Nobuatsu Aoki       | Suzuki      | 25      | +12.621    | 5        | 13   |
| 5    | 4   | Max Biaggi          | Yamaha      | 25      | +17.224    | 8        | 11   |
| 6    | 65  | Loris Capirossi     | Honda       | 25      | +25.906    | 2        | 10   |
| 7    | 17  | Jurgen vd Goorbergh | TSR-Honda   | 25      | +45.688    | 15       | 9    |
| 8    | 11  | José David de Gea   | Modenas     | 25      | +1:02.945  | 16       | 8    |
| 9    | 31  | Tetsuya Harada      | Aprilia     | 25      | +1:21.784  | 14       | 7    |
| 10   | 15  | Yoshiteru Konishi   | TSR-Honda   | 25      | +1:33.670  | 18       | 6    |
| 11   | 18  | Sébastien Le Grelle | Honda       | 24      | +1 Vuelta  | 20       | 5    |
| 12   | 99  | Jeremy McWilliams   | Aprilia     | 24      | +1 Vuelta  | 13       | 4    |
| 13   | 55  | Régis Laconi        | Yamaha      | 24      | +1 Vuelta  | 11       | 3    |
| 14   | 12  | Shane Norval        | Honda       | 24      | +1 Vuelta  | 19       | 2    |
| 15   | 8   | Tadayuki Okada      | Honda       | 24      | +1 Vuelta  | 6        | 1    |
| 16   | 24  | Garry McCoy         | Yamaha      | 23      | +2 Vueltas | 17       |      |
| Ret  | 10  | Alex Barros         | Honda       | 12      | Retirado   | 1        |      |
| Ret  | 1   | Àlex Crivillé       | Honda       | 10      | Caída      | 7        |      |
| Ret  | 5   | Sete Gibernau       | Honda       | 5       | Caída      | 10       |      |
| Ret  | 7   | Carlos Checa        | Yamaha      | 4       | Caída      | 4        |      |

- Pole position: Alex Barros, 1:45.914
- Vuelta Rápida: Alex Barros, 2:02.098

## Resultados 250cc
| Pos. | N.º | Piloto             | Constructor | Vueltas | Tiempo    | Parrilla | Pts. |
| ---- | --- | ------------------ | ----------- | ------- | --------- | -------- | ---- |
| 1    | 19  | Olivier Jacque     | Yamaha      | 23      | 48:23.116 | 4        | 25   |
| 2    | 4   | Tohru Ukawa        | Honda       | 23      | +4.025    | 3        | 20   |
| 3    | 56  | Shinya Nakano      | Yamaha      | 23      | +8.177    | 1        | 16   |
| 4    | 74  | Daijirō Katō       | Honda       | 23      | +12.811   | 7        | 13   |
| 5    | 21  | Franco Battaini    | Aprilia     | 23      | +12.998   | 9        | 11   |
| 6    | 13  | Marco Melandri     | Aprilia     | 23      | +13.161   | 5        | 10   |
| 7    | 6   | Ralf Waldmann      | Aprilia     | 23      | +46.137   | 2        | 9    |
| 8    | 8   | Naoki Matsudo      | Yamaha      | 23      | +49.412   | 17       | 8    |
| 9    | 14  | Anthony West       | Honda       | 23      | +49.458   | 24       | 7    |
| 10   | 77  | Jamie Robinson     | Aprilia     | 23      | +56.066   | 10       | 6    |
| 11   | 16  | Johan Stigefelt    | TSR-Honda   | 23      | +58.740   | 19       | 5    |
| 12   | 41  | Jarno Janssen      | TSR-Honda   | 23      | +1:08.906 | 14       | 4    |
| 13   | 42  | David Checa        | TSR-Honda   | 23      | +1:09.056 | 22       | 3    |
| 14   | 20  | Jerónimo Vidal     | Aprilia     | 23      | +1:12.935 | 26       | 2    |
| 15   | 26  | Klaus Nöhles       | Aprilia     | 23      | +1:16.235 | 12       | 1    |
| 16   | 22  | Sébastien Gimbert  | TSR-Honda   | 23      | +1:16.403 | 29       |      |
| 17   | 31  | Lucas Oliver Bultó | Yamaha      | 23      | +1:24.739 | 27       |      |
| 18   | 10  | Fonsi Nieto        | Yamaha      | 23      | +1:24.826 | 25       |      |
| 19   | 24  | Jason Vincent      | Aprilia     | 23      | +1:38.584 | 11       |      |
| 20   | 18  | Shahrol Yuzy       | Yamaha      | 23      | +1:38.693 | 15       |      |
| 21   | 15  | Adrian Coates      | Aprilia     | 23      | +1:54.290 | 16       |      |
| 22   | 23  | Julien Allemand    | Yamaha      | 22      | +1 Vuelta | 28       |      |
| Ret  | 33  | David Tomás        | Honda       | 20      |           | 31       |      |
| Ret  | 37  | Luca Boscoscuro    | Aprilia     | 15      |           | 21       |      |
| Ret  | 30  | Alex Debón         | Aprilia     | 15      |           | 8        |      |
| Ret  | 54  | David García       | Aprilia     | 14      |           | 23       |      |
| Ret  | 11  | Ivan Clementi      | Aprilia     | 9       |           | 18       |      |
| Ret  | 38  | Álvaro Molina      | TSR-Honda   | 9       |           | 30       |      |
| Ret  | 9   | Sebastián Porto    | Yamaha      | 5       | Caída     | 13       |      |
| Ret  | 44  | Roberto Rolfo      | Aprilia     | 5       |           | 20       |      |
| Ret  | 34  | Marcellino Lucchi  | Aprilia     | 0       | Caída     | 6        |      |
| DNS  | 27  | Fabrizio De Marco  | Honda       |         | No empezó | 32       |      |

- Pole position: Shinya Nakano, 1:48.183
- Vuelta Rápida: Jason Vincent, 2:03.100

## Resultados 125cc
| Pos. | N.º | Piloto                   | Constructor | Vueltas | Tiempo      | Parrilla | Pts. |
| ---- | --- | ------------------------ | ----------- | ------- | ----------- | -------- | ---- |
| 1    | 16  | Simone Sanna             | Aprilia     | 22      | 47:54.390   | 12       | 25   |
| 2    | 3   | Masao Azuma              | Honda       | 22      | +10.770     | 11       | 20   |
| 3    | 23  | Gino Borsoi              | Aprilia     | 22      | +11.012     | 13       | 16   |
| 4    | 21  | Arnaud Vincent           | Aprilia     | 22      | +32.298     | 21       | 13   |
| 5    | 35  | Reinhard Stolz           | Honda       | 22      | +1:14.098   | 22       | 11   |
| 6    | 22  | Pablo Nieto              | Derbi       | 22      | +1:23.253   | 5        | 10   |
| 7    | 11  | Max Sabbatani            | Honda       | 22      | +1:27.049   | 20       | 9    |
| 8    | 18  | Toni Elías               | Honda       | 22      | +1:37.000   | 19       | 8    |
| 9    | 29  | Ángel Nieto Jr           | Honda       | 22      | +1:40.199   | 23       | 7    |
| 10   | 24  | Leon Haslam              | Italjet     | 22      | +1:46.951   | 24       | 6    |
| 11   | 26  | Ivan Goi                 | Honda       | 22      | +1:50.843   | 17       | 5    |
| 12   | 34  | Eric Bataille            | Honda       | 22      | +2:09.311   | 27       | 4    |
| 13   | 12  | Randy de Puniet          | Aprilia     | 21      | +1 Vuelta   | 14       | 3    |
| 14   | 45  | Ivan Martínez            | Aprilia     | 21      | +1 Vuelta   | 26       | 2    |
| Ret  | 9   | Lucio Cecchinello        | Honda       | 14      |             | 4        |      |
| Ret  | 15  | Alex De Angelis          | Honda       | 14      |             | 8        |      |
| Ret  | 50  | Joaquin Perera           | Honda       | 14      |             | 28       |      |
| Ret  | 17  | Steve Jenkner            | Honda       | 13      |             | 10       |      |
| Ret  | 51  | Marco Petrini            | Aprilia     | 12      |             | 18       |      |
| Ret  | 4   | Roberto Locatelli        | Aprilia     | 7       |             | 1        |      |
| Ret  | 54  | Manuel Poggiali          | Derbi       | 7       |             | 15       |      |
| Ret  | 10  | Adrián Araujo            | Honda       | 3       |             | 25       |      |
| Ret  | 1   | Emilio Alzamora          | Honda       | 2       |             | 7        |      |
| Ret  | 53  | William De Angelis       | Aprilia     | 2       |             | 16       |      |
| Ret  | 8   | Gianluigi Scalvini       | Aprilia     | 2       |             | 6        |      |
| Ret  | 41  | Youichi Ui               | Derbi       | 0       |             | 2        |      |
| Ret  | 5   | Noboru Ueda              | Honda       | 0       |             | 3        |      |
| DNS  | 39  | Jaroslav Huleš           | Italjet     |         | No empezó   | 9        |      |
| DNQ  | 32  | Mirko Giansanti          | Honda       |         | No calificó |          |      |
| DNQ  | 47  | Ángel Rodríguez Campillo | Aprilia     |         | No calificó |          |      |

- Pole position: Roberto Locatelli, 1:52.588
- Vuelta Rápida: Pablo Nieto, 2:07.820